# Punta del Indio
Punta del Indio es una localidad argentina del partido de Punta Indio en el extremo nordeste de la provincia de Buenos Aires. Los hermanos Catella adquirieron tierras en la región entre 1900 y 1910. Durante esa época, la guerra en Europa y la imposibilidad de importar carbón obligaron a las usinas termoeléctricas de Buenos Aires a operar sin descanso para asegurar el suministro de luz en la ciudad.
El campo de los Catella se dedicaba a la explotación de leña de eucalipto; dos veces al día, un tren llegaba hasta el interior del campo para recoger la leña cortada del monte conocido como "El Circo". La estancia abarcaba más de 1000 hectáreas y, en su mayor momento de producción, empleaba a 560 hombres en el monte y 30 trabajadores fijos en la estancia, la mayoría de ellos inmigrantes que llegaban al puerto de Buenos Aires escapando de las miserias de la guerra y en busca de trabajo.
Con el fin de la guerra y la disminución de la demanda de leña, los hermanos Catella se preocuparon por el futuro de su negocio y el bienestar de sus trabajadores y fue entonces cuando surgió la idea de fundar un pueblo. Abrieron la vieja Ruta Once y se encargaron de extenderla, ruta que hasta entonces era solo un camino de carretas visitando las estancias vecinas de Pearson, Shaw y Luis Chico.
Los Catella organizaron el loteo de las tierras y donaron varios terrenos incluyendo un espacio para la marina, donde se establecería más adelante el destacamento policial y otro para la gendarmería (que quedó ya bajo el río). A fines de 1932, presentan los planos en el Ministerio de infraestructura y son aprobados (expediente c-518/32) 
Más adelante, también donaron terrenos para el Automóvil Club Argentino (ACA) y para la construcción de la escuela de la zona.

## Ubicación
Se sitúa a 87 km de la ciudad capital de la provincia, La Plata, y a 150 km de la ciudad de Buenos Aires.

## Geografía

### Biodiversidad
Punta del Indio se ubica dentro del Parque Costero del Sur, declarado por la Unesco como Reserva Mundial de Biosfera. El acceso es por ruta provincial 11.  Una sección del Parque Costero Sur es la llamada Reserva Abierta y Parque Costero Punta Indio, la misma al sufrir depredaciones (por ejemplo deforestaciones o extracción de conchillas de las playas) ha sido requerida para que se la categorice como Parque Costero Punta Indio.
Cuenta con dilatadas costas sobre el Río de la Plata, el cual en este punto comienza a aumentar la salinidad de sus aguas al aproximarse al sector estuarial del gran curso fluvial, en el cual mantendrá un intenso intercambio con las aguas del mar Argentino.

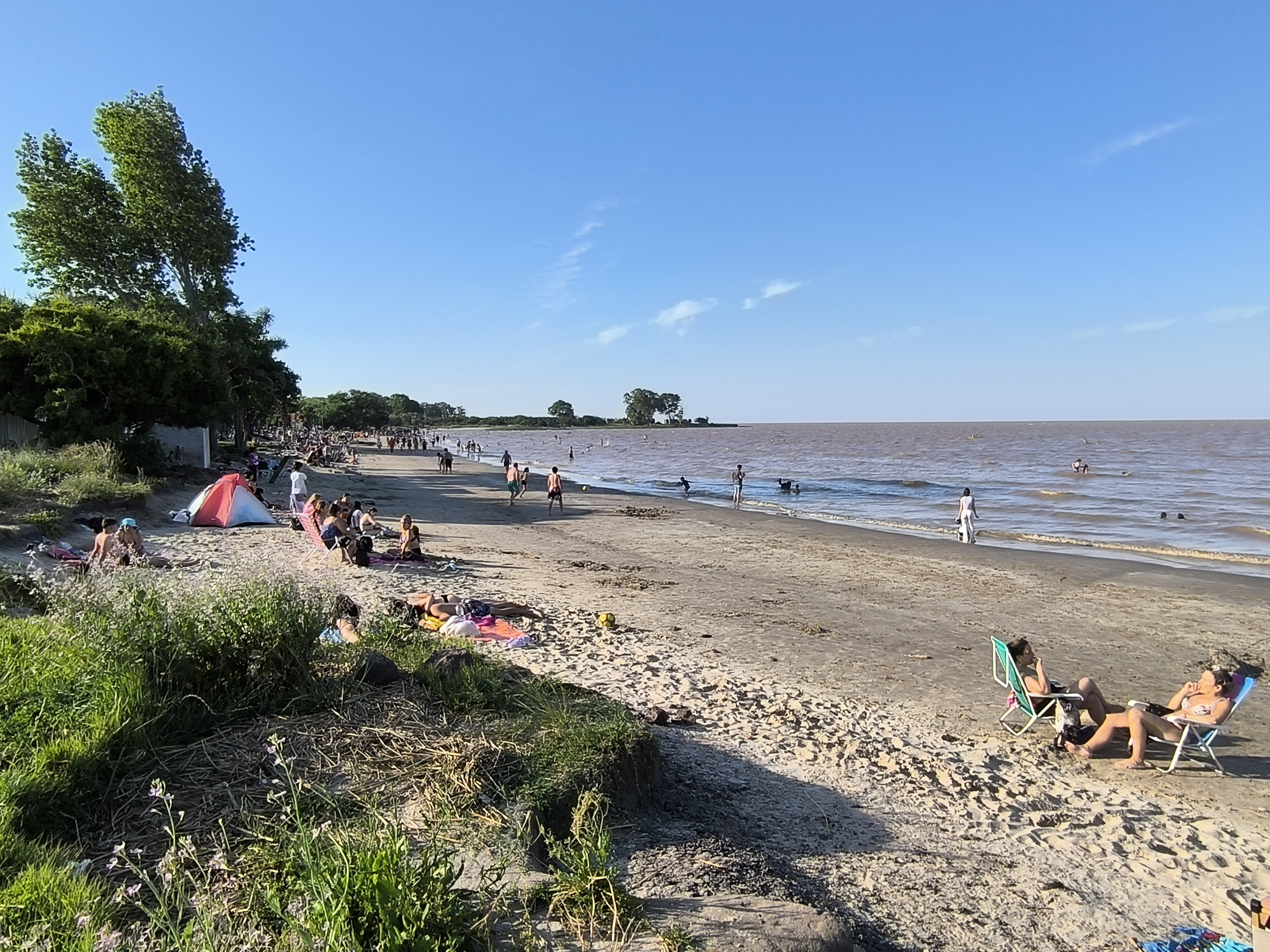
Playa de Punta Indio.

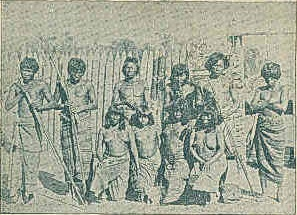

El núcleo urbano de Punta del Indio se desarrolla entre especies florísticas, algunas autóctonas y otras foráneas. Los bosques de tala y coronillo conforman parte del patrimonio natural. No obstante el coronillo se encuentra algo amenazado por la costumbre local de reemplazarlo por ligustros, lo que pone en riesgo la existencia de mariposas bandera, muy típicas de la zona.
Más de 100 especies de aves se preservan, como zorzales, horneros, pirinchos, caranchos, carpinteros, chimangos, gaviotas, calacante, palomas y cardenales. 

El verde del paisaje llega a la margen costera del Río de la Plata, con una pequeña playa-balneario: El Pericón. El agua tiene la típica apariencia pardusca del río, con la ventaja de que se hace pie en una amplia longitud. A veces alcanza unos 550 m aguas adentro, con un fondo plano y blando, libre de rocas y otros obstáculos.  

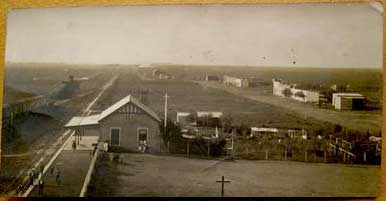

Cuenta con senderos de interpretación públicos y privados, estancias Santa Rita y Juan Gerónimo, y el recorrido guiado a la reserva ecológica El Destino (a 15 km de Punta del Indio). La pesca deportiva se da en la costa del Río de la Plata o embarcado. Se practican algunos deportes náuticos (kayakismo, kite surf y windsurf) en pequeña escala, mayormente los días feriados.

### Población
Cuenta con 569 habitantes (Indec, 2010), lo que representa un descenso del 14,5% frente a los 666 habitantes (Indec, 2001) del censo anterior.
| Gráfica de evolución demográfica de Punta del Indio entre 1991 y 2010 |
|                                                                       |
| Fuente: Censos nacionales del INDEC                                   |

### Clima
La temperatura media anual es de 15.9 °C y la humedad relativa promedio anual es del 80 %.
| Parámetros climáticos promedio de Punta Indio (1981–2010) | Parámetros climáticos promedio de Punta Indio (1981–2010) | Parámetros climáticos promedio de Punta Indio (1981–2010) | Parámetros climáticos promedio de Punta Indio (1981–2010) | Parámetros climáticos promedio de Punta Indio (1981–2010) | Parámetros climáticos promedio de Punta Indio (1981–2010) | Parámetros climáticos promedio de Punta Indio (1981–2010) | Parámetros climáticos promedio de Punta Indio (1981–2010) | Parámetros climáticos promedio de Punta Indio (1981–2010) | Parámetros climáticos promedio de Punta Indio (1981–2010) | Parámetros climáticos promedio de Punta Indio (1981–2010) | Parámetros climáticos promedio de Punta Indio (1981–2010) | Parámetros climáticos promedio de Punta Indio (1981–2010) | Parámetros climáticos promedio de Punta Indio (1981–2010) |
| Mes                                                       | Ene.                                                      | Feb.                                                      | Mar.                                                      | Abr.                                                      | May.                                                      | Jun.                                                      | Jul.                                                      | Ago.                                                      | Sep.                                                      | Oct.                                                      | Nov.                                                      | Dic.                                                      | Anual                                                     |
| --------------------------------------------------------- | --------------------------------------------------------- | --------------------------------------------------------- | --------------------------------------------------------- | --------------------------------------------------------- | --------------------------------------------------------- | --------------------------------------------------------- | --------------------------------------------------------- | --------------------------------------------------------- | --------------------------------------------------------- | --------------------------------------------------------- | --------------------------------------------------------- | --------------------------------------------------------- | --------------------------------------------------------- |
| Temp. máx. media (°C)                                     | 28.0                                                      | 26.8                                                      | 25.2                                                      | 21.4                                                      | 17.9                                                      | 14.6                                                      | 13.8                                                      | 15.7                                                      | 17.2                                                      | 20.6                                                      | 23.3                                                      | 26.3                                                      | 20.9                                                      |
| Temp. media (°C)                                          | 22.8                                                      | 22.0                                                      | 20.4                                                      | 16.5                                                      | 12.9                                                      | 10.0                                                      | 9.0                                                       | 10.7                                                      | 12.5                                                      | 15.7                                                      | 18.5                                                      | 21.2                                                      | 16                                                        |
| Temp. mín. media (°C)                                     | 18.3                                                      | 17.6                                                      | 16.2                                                      | 12.3                                                      | 9.0                                                       | 6.2                                                       | 5.4                                                       | 6.7                                                       | 8.2                                                       | 11.3                                                      | 14.0                                                      | 16.7                                                      | 11.8                                                      |
| Precipitación total (mm)                                  | 84.1                                                      | 112.6                                                     | 109.2                                                     | 95.2                                                      | 68.5                                                      | 64.7                                                      | 64.7                                                      | 71.1                                                      | 73.3                                                      | 100.2                                                     | 107.9                                                     | 78.7                                                      | 1030.2                                                    |
| Días de precipitaciones (≥ 1 mm)                          | 6.2                                                       | 7.3                                                       | 7.4                                                       | 7.3                                                       | 6.0                                                       | 5.3                                                       | 6.4                                                       | 6.5                                                       | 6.3                                                       | 8.4                                                       | 7.4                                                       | 6.6                                                       | 81.1                                                      |
| Humedad relativa (%)                                      | 76.7                                                      | 79.7                                                      | 81.5                                                      | 83.7                                                      | 85.2                                                      | 86.2                                                      | 86.0                                                      | 84.4                                                      | 82.1                                                      | 80.9                                                      | 78.9                                                      | 76.1                                                      | 81.8                                                      |
| Fuente: Servicio Meteorológico Nacional                   |                                                           |                                                           |                                                           |                                                           |                                                           |                                                           |                                                           |                                                           |                                                           |                                                           |                                                           |                                                           |                                                           |

### Sismicidad
La región responde a las subfallas «del río Paraná», y «del río de la Plata», y a la falla de «Punta del Este», con sismicidad baja; y su última expresión se produjo el 5 de junio de 1888 (137 años), a las 3.20 UTC-3, con una magnitud aproximadamente de 5,0 en la escala de Richter (terremoto del Río de la Plata de 1888).

## Instituciones y servicios
Posee una delegación municipal, tratamiento de agua, comisaría, sala de emergencias.
Es el asiento de la Base Aeronaval de Punta Indio, correspondiente a la Armada Argentina.

### Transporte
- Línea 600

## Heráldica
Forma: elipse base inferior truncada cortado y cuartelado por siete. Trae en el primer cuartel sobre tapiz de plata un sol naciente de oro con cuatro rayos trapezoidales de lo mismo el primero y segundo recortados por el contorno de la gaviota de gules orientada a la diestra volando. Trae en el segundo cuartel en los cantones diestro y siniestro de la punta triángulos de sinople y en el centro un trapecio de plata-.

### Simbología
La gaviota de color rojo volando orientada a la izquierda significando la proximidad del mar y el color rojo la energía, de bajo un sol naciente con cinco rayos triangulares, los tres primeros de izquierda a derecha recortados en su forma como si la gaviota hubiera despegado de allí, todo el conjunto de color amarillo. Debajo de la línea del horizonte dos triángulos simétricos de color verde simbolizando sus fértiles campos con un camino hacia el futuro entre ellos